# Stefan Metz
Ne doit pas être confondu avec Stephan Metz.
Pour les articles homonymes, voir Metz (homonymie).
Temple de la renommée allemand : 1988
Stefan Metz (né le 15 octobre 1951 à Kaufbeuren) est un ancien joueur professionnel allemand de hockey sur glace.

## Carrière
Stefan Metz commence sa carrière au ESV Kaufbeuren en 1970 jusqu'en 1973. Il joue ensuite au Berliner Schlittschuhclub cinq ans. Avec cette équipe, il est champion d'Allemagne en 1974 et en 1976. Il met fin à sa carrière à la fin de la saison 1977-1978.
Stefan Metz fait partie de l'équipe d'Allemagne qui remporte la médaille de bronze aux Jeux olympiques de 1976.

## Palmarès
- Champion d'Allemagne : 1974, 1976.
- Médaille de bronze aux Jeux olympiques de 1976.